# Hanna Wałkówska
Hanna Maria Wałkówska ps. „Ewa” (ur. 15 sierpnia 1921 w Grodzisku Mazowieckim, zm. 18 marca 2013) – polska profesor dr hab. indologii, absolwentka i wykładowca Uniwersytetu Wrocławskiego, kierownik Zakładu Filologii Indyjskiej Instytutu Studiów Klasycznych, Śródziemnomorskich i Orientalnych, dziekan i prodziekan Wydziału Filologicznego, prorektor Uniwersytetu Wrocławskiego, członek Komitetu Nauk Orientalistycznych Polskiej Akademii Nauk i Polskiego Towarzystwa Orientalistycznego. 
Była córką Stefana Pachnowskiego, Prezydenta Włocławka w latach 1926-1933. Uczestniczka Powstania Warszawskiego. Odznaczona Medalem Komisji Edukacji Narodowej. Pochowana na Cmentarzu Grabiszyńskim we Wrocławiu.

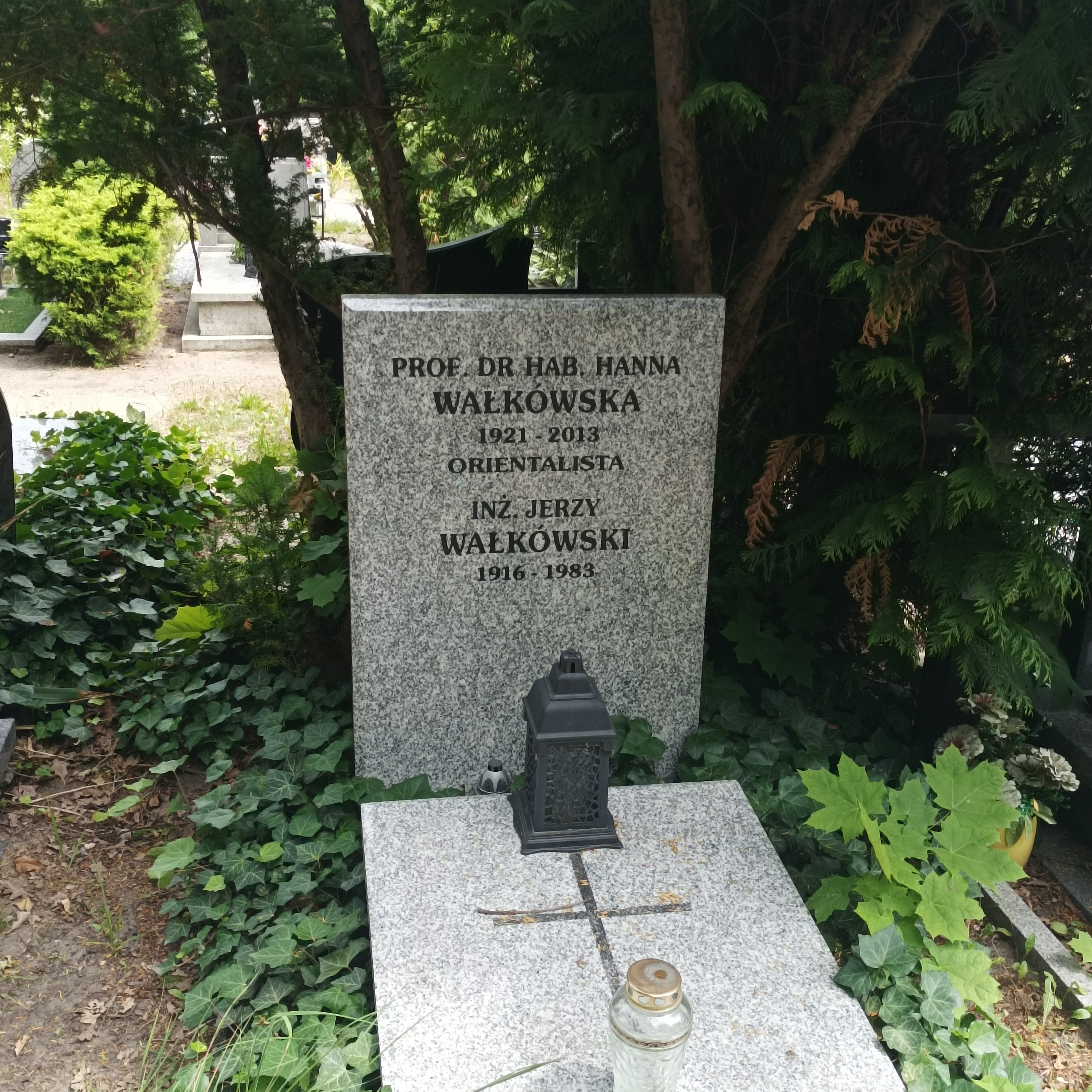
Grób prof. Hanny Wałkówskiej na Cmentarzu Grabiszyńskim